# Акс, Дэвид
Дэвид Акс (англ. David Axe, род. XX век, Арлингтон, Техас) — американский военный корреспондент, блогер и автор графических романов. Акс основал сайт «War Is Boring» в 2007 году как веб-комикс, а позже превратил его в новостной блог. 

## Ранние годы и образование
Дэвид Акс родился 11 апреля 1978 года в Арлингтоне, штат Техас. С 1992 по 1996 год он учился в средней школе Эйзенхауэра. После окончания школы он поступил в Университет Фурмана и в 2000 году получил степень бакалавра по истории. Затем он поступил в Университет Вирджинии, чтобы изучать средневековую историю, а после перевёлся в Университет Южной Каролины и окончил его в 2004 году, получив степень магистра по художественной литературе. 

## Журналистская деятельность
Акс занимался внештатной журналистикой, прежде чем присоединиться к еженедельной газете Free Times в Колумбии, Южная Каролина, где освещал политику округа. В конце 2004 года он убедил своего редактора разрешить ему освещать отправку южнокаролинского гвардейца на войну в Ираке и переехал в Ирак в январе 2005 года. Вскоре после этого Акс покинул Free Times и продолжил работать в Ираке в качестве военного корреспондента для The Village Voice, The Washington Times, C-SPAN, BBC Radio, Popular Science, Fast Company и Cosmopolitan.
В 2012 году Акс сообщил в The Diplomat, что американские спецслужбы на Корейском полуострове могли проникать в Северную Корею для сбора разведданных, основываясь на цитатах, которые он приписал бригадному генералу армии США Нилу Толли. Американские чиновники осудили отчёт, обвинив Акса в подделке цитат и приписывании их Толли. Отставной спецназовец ВМС США Брэндон Уэбб распространил предсмертную записку, якобы написанную и подписанную Аксом, в которой он изобразил, как покончил с собой от стыда за то, что выдумал эту историю. Записка распространилась в Twitter и Facebook и вызвала слухи о её подлинности. Позже Уэбб убрал из текста имя Акса и сказал, что это было сделано в сатирических целях. Несколько других репортёров из той же компании публично выступили в защиту Акса, заявив, что они слышали то же самое, и что история Акса точно цитирует высказывания Толли. Толли заявил, что Акс неверно его процитировал, поскольку он высказывался гипотетически.
С 2020 года Акс работает военным корреспондентом в журнале Forbes.

## «Война — это скучно»
Начиная с 2007 года Акс начал писать веб-комикс под названием «War Is Boring» (дословно — «Война — это скучно»), иллюстратором которого выступил художник-карикатурист Мэтт Борс. 
Издание привлекло особое внимание благодаря освещению оборонной промышленности, в частности, спорной программы компании Lockheed Martin по созданию истребителя F-35 Joint Strike Fighter.
В мае 2015 года Medium внесла существенные изменения в структуру своей компании. Это включало в себя масштабное сокращение финансирования редакционного отдела. Medium закрыл несколько изданий и вынудил многие другие сократить штат давних редакторов и авторов. Бюджет War Is Boring был существенно урезан, большая часть персонала была уволена, а количество сюжетов значительно сократилось. Вскоре Акс публично объявил, что War Is Boring ищет нового издателя.
В июле 2015 года War Is Boring и Reuters запустили подкаст War College — совместное предприятие, ведущими которого выступили редактор отдела мнений Reuters Джейсон Филдс и редактор War Is Boring Мэтью Голт.
Дэвид Акс покинул War Is Boring в 2019 году.

### Известные истории

#### «Утечка информации о воздушном бое» F-35
В 2015 году Акс получил доступ к отчёту об испытаниях, написанному пилотом, в котором рассказывалось, как истребитель F-35 Joint Strike Fighter, на котором летал испытатель, не смог превзойти по маневренности истребитель F-16, с которым он столкнулся в имитируемом воздушном бою. Отчёт широко распространялся в оборонных изданиях и основных СМИ. Хотя Пентагон признал, что истребитель был разработан только для того, чтобы быть «сравнимым с нынешними тактическими истребителями с точки зрения маневренности», представитель настаивал на том, что Акс «не рассказал всю историю» и, таким образом, искажал факты.
Кандидат в президенты от Республиканской партии Дональд Трамп процитировал репортаж War Is Boring во время интервью с Хью Хьюиттом, в котором он утверждал, что программу F-35 следует отменить. Это, возможно, спровоцировало противостояние между Трампом и руководителями Lockheed Martin, которое, по утверждению Трампа, сократило стоимость программы, хотя некоторые аналитики подвергают сомнению экономию. 

#### Жертвы среди гражданского населения в Сирии и Ираке
Репортёр War Is Boring Джозеф Тревитик получил американские военные документы, раскрывшие возможные ошибки канадских пилотов в войне против Исламского государства, которые могли привести к большему числу жертв среди гражданского населения, чем первоначально сообщалось. 
После публикации истории War Is Boring совместно с проектом Airwars поделились документами с The Guardian, Канадской вещательной корпорацией, Австралийской вещательной корпорацией и голландскоязычным каналом RTL Nieuws. Программа CBC «Пятая власть» будет включать эти данные в более масштабный репортаж о расследовании.

#### Скандал вокруг «фото Нарин Африн»
Во время осады Кобани фотография снайперов YPJ в городе Рабия, сделанная британским фотографом-фрилансером Мэттом Сетти-Робертсом (в то время работавшим с War Is Boring), широко распространялась активистами в социальных сетях, утверждавшими, что на ней изображена женщина — лидер курдских партизан Нарин Африн, которая, по-видимому, отвечала за оборону Кобани. Фотография вскоре стала мемом. Редактор отдела освещения событий в Ираке издания War Is Boring Кевин Кноделл написал пост, в котором разъяснил происхождение фотографии и заявил, что женщина на фотографии вряд ли Африн. Фотография, а также комментарии Кноделла и Сетти-Робертс в Twitter стали предметом обсуждения как во французских, так и в курдских СМИ. 
«У людей очень внезапная и эмоциональная реакция на то, что они видят в интернете, и они делятся этим с друзьями и семьёй […] Но иногда они делают это, не проверяя факты или не пытаясь понять, есть ли хоть капля правды в том, что они видят или читают. «Социальные сети — замечательная вещь, но у них есть и свои недостатки», — сказал редактор отдела освещения событий в Ираке War Is Boring Кевин Кноделл курдскому изданию «Rudaw».